# Boris Hadinegoro
Pas d'image ? Cliquez ici

a Compétitions nationales et continentales officielles uniquement.

b Matchs officiels uniquement.
Dernière mise à jour le 27 novembre 2024.
Boris Hadinegoro, né le 8 mars 2003 aux Pays-Bas, est un joueur international néerlandais de rugby à XV, évoluant au poste de demi de mêlée au Stade aurillacois en Pro D2.

## Biographie

### Jeunesse et formation
Boris Hadinegoro commence la pratique du rugby à XV au Bredase Rugby Club (nl) à l'âge de huit ans, où il joue dans les catégories de jeunes de 2011 à 2020. En 2020, il rejoint le club français du Stade aurillacois.
En 2021, il est le demi de mêlée titulaire des Pays-Bas lors du Championnat d'Europe des moins de 18 ans. Les Pays-Bas s'inclinent en quart de finale au Stade Lokomotiv (pl) de Kaliningrad face au Portugal, futur finaliste de la compétition.
Hadinegoro est champion de France espoirs en 2022, mais ne figure pas dans le groupe lors de la finale remportée face au Stade toulousain. 

### Carrière professionnelle
Boris Hadinegoro commence à évoluer avec l'équipe première du Stade aurillacois lors de la saison 2022-2023 de Pro D2. Il fait ses débuts lors d'une défaite face au Biarrtiz olympique. Il dispute quatre matchs cette saison-là, tous en tant que remplaçant. 
La saison suivante, durant la onzième journée de Pro D2 contre le Valence Romans DR, il dispute la majeure partie de la rencontre, après la sortie prématurée sur commotion cérébrale de Mikheil Alania, et délivre une prestation prometteuse. Lors du match suivant, il inscrit son premier essai en Pro D2, contre le Biarritz olympique,. En mars 2024, il signe un contrat professionnel de deux saisons avec le Stade aurillacois, lui permettant d'obtenir ensuite le statut de joueur issu de la filière formation (JIFF) à partir du mois de juillet,. Pour sa deuxième saison en professionnel, il dispute six rencontres dont une comme titulaire et inscrit un essai.

## Palmarès
- Vainqueur du Championnat de France espoirs en 2022 avec le Stade aurillacois.